# Torpille Yu-7
La torpille Yu-7 (chinois : 鱼-7 ; pinyin : yú-7 ; « poisson 7 » ; du chinois : 鱼雷 'poisson bombe ', signifiant 'torpille') est une torpille légère développée par la république populaire de Chine. Elle est entrée en service dans les années 1990 en tant que principale arme anti-sous-marine des navires de guerre de la marine de l’Armée populaire de libération (PLAN). La Yu-7 est un dérivé de la torpille Whitehead Alenia Sistemi Subacquei (WASS) A244/S.

## Développement
Le développement d’une torpille anti-sous-marine légère (ASM) efficace pour la PLAN a commencé dans les années 1980. Le programme était probablement basé sur 40 torpilles A244/S achetées à l’Italie en 1987 pour évaluation. D’autres technologies ont peut-être été rétro-conçues à partir d’une torpille américaine Mark 46 Mod 2 récupérée en mer de Chine méridionale en 1978 par des pêcheurs chinois. La torpille était initialement équipée d’une propulsion électrique, mais des performances insuffisantes ont conduit à une refonte alimentée par le carburant Otto II. Jusqu’en 1988, les essais ont été effectués au champ de tir 750 de Kunming.

## Description
La Yu-7 a des hélices contrarotatives. À bord des navires de guerre de surface, elle est tirée à partir de tubes lance-torpilles de type 7424 triples de 324 mm ; il s’agit de copies ou de dérivés de la norme WASS B515/ILAS-3.

## Déploiement
La Yu-7 est entrée en service dans les années 1990.

## Yu-11
La Yu-11 (chinois : 鱼-11 ; pinyin : yú-11 ; 'poisson 11') est la successeur du Yu-7. Elle a été identifiée publiquement pour la première fois en juillet 2015. L’amélioration majeure semble être le propulseur hydrojet. La torpille Yu-11 est plus silencieuse et peut potentiellement opérer à des profondeurs supérieures à 600 mètres. La Yu-11 est plus longue (trois mètres), et plus lourde que la Yu-7.
La Yu-11 est susceptible de devenir la torpille légère standard de la PLAN et a peut-être commencé à équiper les navires de guerre modernes de la PLAN depuis 2012.